# Systenoplacis
Genre
Systenoplacis est un genre d'araignées aranéomorphes de la famille des Zodariidae.

## Distribution
Les espèces de ce genre se rencontrent en Afrique subsaharienne.

## Liste des espèces
Selon World Spider Catalog (version 17.5, 20/10/2016) :
- Systenoplacis biguttatus Jocqué, 2009
- Systenoplacis biunguis (Strand, 1913)
- Systenoplacis fagei (Lawrence, 1937)
- Systenoplacis falconeri (Caporiacco, 1949)
- Systenoplacis giltayi (Lessert, 1929)
- Systenoplacis howelli Jocqué, 2009
- Systenoplacis maculatus (Marx, 1893)
- Systenoplacis manga Jocqué, 2009
- Systenoplacis maritimus Jocqué, 2009
- Systenoplacis michielsi Jocqué, 2009
- Systenoplacis microguttatus Jocqué, 2009
- Systenoplacis minimus Jocqué, 2009
- Systenoplacis multipunctatus (Berland, 1920)
- Systenoplacis obstructus Jocqué, 2009
- Systenoplacis patens Jocqué, 2009
- Systenoplacis quinqueguttatus Jocqué, 2009
- Systenoplacis scharffi Jocqué, 2009
- Systenoplacis septemguttatus Simon, 1907
- Systenoplacis thea Jocqué, 2009
- Systenoplacis turbatus Jocqué, 2009
- Systenoplacis vandami (Hewitt, 1916)
- Systenoplacis waruii Jocqué, 2009

## Publication originale
- Simon, 1907 : Arachnides recueillis par L. Fea sur la côte occidentale d'Afrique. 1re partie. Annali del Museo Civico di Storia Naturale di Genova, sér. 3, vol. 3, p. 218-323 (texte intégral).